# Luigi De Pascalis
Luigi De Pascalis (Lanciano, 7 agosto 1943) è uno scrittore italiano.

## Biografia
Ha pubblicato numerosi racconti per lo più di genere fantastico in riviste, quotidiani e antologie ed è pubblicato in Francia, Germania e Stati Uniti. Per due volte ha vinto il Premio Italia per la letteratura fantastica; è stato finalista al Premio Camaiore di letteratura gialla e ha vinto il Premio Acqui Storia nel 2016. 
Nel 2006 inizia la serie di Caio Celso con il romanzo Il Signore delle Furie Danzanti , ambientato nel 366, anche se nel 2003 l'autore aveva già pubblicato un romanzo, intitolato Rosso Velabro, in cui appariva Caio Celso impegnato in una indagine che si svolge nel 363, dunque tre anni prima. La serie viene ripubblicata nel 2020, dopo profonde revisioni, da La Lepre edizioni, con il titolo collettivo di Ludus magnus.
Con La pazzia di Dio, è stato finalista alla XIV Edizione del premio di letteratura naturalistica Parco Majella, in sezione Narrativa Italiana Edita, e al Premio Acqui Storia. La morte si muove nel buio è stato finalista al Premio Acqui Storia e al Premio Salgari. Il romanzo Notturno bizantino, la lunga fine di un impero è stato candidato al Premio Strega ed è il vincitore del Premio Acqui Storia 2016.
Come illustratore ha realizzato Pinocchio, graphic novel sul romanzo di Carlo Collodi vincitore a Firenze del premio dedicato a Carlo Lorenzini.

## Opere principali

### Le indagini di Caio Celso
- La dodicesima Sibilla. Un'indagine di Caio Celso, Hobby & Work 2009
- Rosso Velabro, La Lepre edizioni 2010
- Il signore delle furie danzanti. La prima indagine di Caio Celso, La Lepre edizioni 2020

- Il collezionista di sogni, Delos Digital 2020

### Altri romanzi
- Come l'oro di Rimbaud. Un romanzo mediterraneo di Bedri Bekir (con Giacomo E. Carretto), Irradiazioni 2005
- Il labirinto dei Sarra, La Lepre edizioni 2010
- La pazzia di Dio, La Lepre edizioni 2010
- Il nido della fenice, La Lepre edizioni 2012
- La morte si muove nel buio, Mondadori 2013
- Il mantello di porpora, La Lepre edizioni 2014
- Notturno bizantino, la lunga fine di un impero, La Lepre edizioni 2015
- Volgograd. Storie di ordinaria periferia, La Lepre edizioni 2018
- Il sigillo di Caravaggio, Newton Compton Editori 2019
- Il pittore maledetto, Newton Compton Editori 2020
- Il cavaliere, la morte e il diavolo, La Lepre edizioni 2021
- La chanson d'Antiochie, Delos Digital 2022
- La congrega segreta, Newton Compton Editori 2022
- Il buio e le stelle, La Lepre edizioni, 2024

### Saggi
- La porpora e la penna, La straordinaria vita ed il mondo di Adriano Castellesi da Corneto, STAS, Tarquinia 2002

### Racconti
- Ai giardini di Babilonia, in Roma fantastica. Orrori e misteri di ieri, oggi e domani (a cura di Gianfranco De Turris), Alacràn Edizioni 2005
- Luna nera d'agosto, in Se l'Italia. Manuale di storia alternativa da Romolo a Berlusconi (a cura di Gianfranco De Turris), Vallecchi 2005
- Il vaso di Pandora, Delos Digital 2023

### Graphic Novel
- 2011 - Pinocchio. Graphic novel ispirata al romanzo di Carlo Collodi, La Lepre edizioni